# گوژتسه (شهرستان تارنوبژگ)
گوژتسه (به لاتین: Gorzyce) یک روستا در لهستان است که در گمینا گوژتسه (استان پودکارپاتسکیه) واقع شده‌است. گوژتسه ۱۰٬۰۰۵ نفر جمعیت دارد و ۲۰۰ متر بالاتر از سطح دریا واقع شده‌است.